# Volo Air Canada 797
Il volo Air Canada 797  era un volo di linea che percorreva la rotta Dallas-Toronto-Montréal. Il 2 giugno 1983, durante il volo, si sviluppò un incendio dietro la toilette che immediatamente si estese al rivestimento della parete esterna e alle decorazioni interne, saturando l'aereo di fumo tossico. Le fiamme danneggiarono inoltre alcuni cavi elettrici che resero inservibile la maggior parte della strumentazione nella cabina di pilotaggio, costringendo quindi l'equipaggio a un atterraggio di emergenza. Novanta secondi dopo l'atterraggio, durante l'evacuazione dell'aereo, la maggior quantità di ossigeno nell'aria causata dall'apertura dei portelloni alimentò ulteriormente le fiamme, uccidendo i 23 passeggeri che non avevano ancora lasciato il velivolo.
In seguito a questo incidente sono state introdotte diverse migliorie per rendere gli aeroplani più sicuri, compreso l'installazione di rilevatori di fumo e di un sistema di illuminazione di soccorso che guida verso le uscite in caso di scarsa visibilità; inoltre è stato aumentato l'addestramento dell'equipaggio e migliorata la dotazione di attrezzature per lo spegnimento degli incendi.
Al momento dell'incidente, Air Canada aveva 41 McDonnell Douglas DC-9-32 nella sua flotta (escluso l'aereo incidentato).

## L'incidente
Alle 16:25 CDT (21:25 UTC) del 2 giugno 1983, il velivolo dell'Air Canada registrato C-FTLU decollò dall'aeroporto di Dallas-Fort Worth. Il volo 797 impiegava un Douglas DC-9-32, era diretto all'aeroporto di Montréal-Dorval, in Canada, e prevedeva una sosta presso l'aeroporto di Toronto.
Donald Cameron, 51 anni, era il comandante e Claude Ouimet, 34, era il primo ufficiale. Entrambi erano esperti piloti - Cameron aveva accumulato 13 000 ore di volo mentre Ouimet 5 650 ore. Mentre stavano sorvolando Louisville, Kentucky, un incendio divampò nella parte posteriore del gabinetto del DC-9. I piloti si accorsero che l'interruttore automatico del bagno, intorno alle 18:51, era saltato. Non era raro, tuttavia, che gli interruttori dei gabinetti saltassero, soprattutto perché era stata servita da poco la cena. Cameron dopo aver aspettato circa 8 minuti per dare tempo ai circuiti di raffreddarsi tentò di riattivarli alle 18:59.
Alle 19:00 dalla parte posteriore del bagno proveniva un forte odore di bruciato e l'assistente di volo Judi Davidson andò a controllare. Cercò di risalire alla causa dell'odore ma fu costretto a uscire a causa del fumo grigio e ordinò a un altro membro dell'equipaggio di cercare Sergio Benetti, il direttore del personale di bordo. Mentre Benetti usava l'estintore nel bagno e Laura Kayama tranquillizzava i passeggeri e li invitava a sedersi vicino alle uscite di emergenza, Davidson informò il comandante. Benetti non vide nessuna fiamma e nessuna causa di incendio tradizionale come il cestino o il distributore di salviette di carta accidentalmente incendiata dei passeggeri che fumavano di nascosto nelle toilette durante i voli lunghi. Il primo ufficiale Ouimet andò a indagare alle 19:03 ma non poté entrare in bagno a causa del fumo. Alle 19:04 Benetti ha riferito che secondo lui la causa dell'incendio non era all'interno del bagno, poiché ne aveva completamente cosparso le pareti con l'estintore. Solo tre minuti dopo, alle 19:07, i passeggeri sentirono del fumo in cabina, e due minuti dopo scattò l'allarme "master breaker" e tutti i sistemi elettrici incominciarono a spegnersi inclusa la regolazione del trim. Questo rese la discesa difficile e faticosa per i due piloti. Anche l'interfono si ruppe e gli assistenti di volo non potevano comunicare in modo efficace a tutti i passeggeri, tuttavia continuarono a farli spostare verso le porte di emergenza, una pratica non standard.

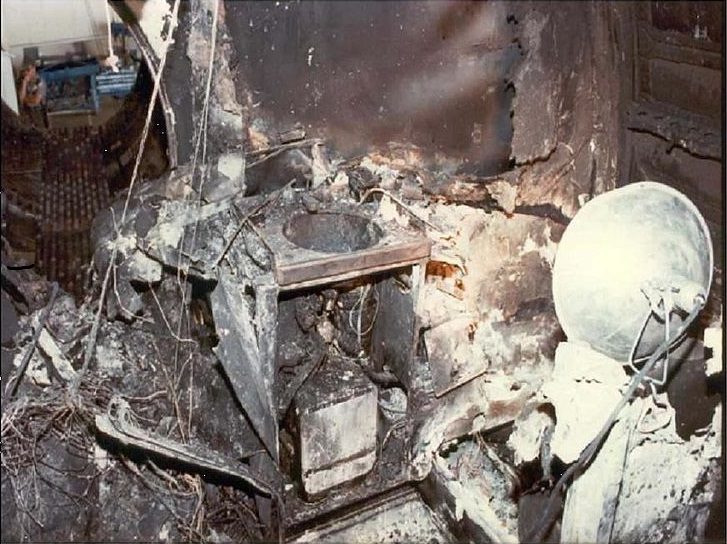
Danni da incendio nella toilette dell'aereo, punto di origine dell'incendio.

Alle 19:20, Cameron e Ouimet riuscirono ad atterrare all'aeroporto internazionale di Cincinnati. Durante l'evacuazione l'apertura delle porte provocò l'entrata dentro l'aereo di una grande quantità di ossigeno che fece espandere l'incendio. Ouimet scappò dal finestrino del copilota ma Cameron, stremato dal difficoltoso atterraggio, non era in grado di muoversi. I vigili del fuoco cosparsero allora Cameron di schiuma antincendio facendolo ritornare cosciente. Cameron riuscì ad aprire il suo finestrino e a mettersi in salvo. Cameron fu l'ultima persona a uscire viva dall'aereo. Meno di 90 secondi dopo l'atterraggio il fuoco aveva incendiato la parte superiore della cabina uccidendo 23 dei 41 passeggeri. Dei diciotto passeggeri sopravvissuti, tre hanno riportato lesioni gravi, tredici lesioni non gravi e due illesi, mentre nessuno dei 5 membri dell'equipaggio ha subito lesioni.
Tra i morti si contano: 21 canadesi e due statunitensi. Molto corpi erano in uno stato tale da non permetterne l'identificazione. Alcuni corpi furono ritrovati nel corridoio, altri ancora ai loro posti. Nei campioni di sangue dei corpi si sono rilevati insoliti livelli di: cianuro, fluoro e monossido di carbonio, tutte sostanze chimiche prodotte dalla combustione dell'aereo.

## Le indagini

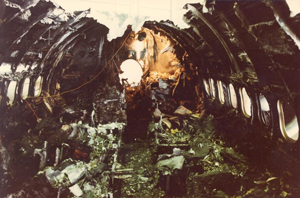
Danni da incendio nella cabina del DC-9 C-FTLU (volo Air Canada 797).

Anche se la fusoliera fu quasi distrutta dal fuoco, le scatole nere erano ancora in buone condizioni. Sul CVR gli investigatori hanno rilevato otto suoni impercettibili dall'equipaggio, incominciati alle 18:48 CDT. Tre minuti dopo, alle 18:51, dai suoni emerge che l'interruttore della toilette era saltato e che Cameron avrebbe tentato di reinserirlo due volte in un arco di 60 secondi, ma dopo ogni tentativo scattava di nuovo. Alle 19:02 arriva in cabina il primo rapporto dell'incendio alla toilette da parte di Davidson. Anche se sono stati trovati molti fili senza isolamento gli investigatori non riuscirono a capire se questo danno era stato la causa o la conseguenza del fuoco. Nonostante non si sia trovato il punto in cui l'incendio divampò, gli investigatori hanno decretato che la causa più probabile è stato un corto-circuito che ha poi incendiato i materiali posti dietro al lavabo che ha propagato l'incendio tra i pannelli della cabina.

## Vittime illustri
- Stan Rogers era un cantante folk canadese, conosciuto per canzoni come Northwest Passage, The Mary Ellen Carter e Barrett's Privateers. Stava tornando a casa dopo aver partecipato al Folk Festival Kerrville in Texas.
- George Curtis Mathes Jr, 54 anni, figlio del fondatore della società di elettronica che porta il suo nome. Aveva recentemente concluso grandi acquisizioni in Canada ed era in volo per finalizzare i piani aziendali per una joint venture.

## Conseguenze
Dopo l'incidente, Air Canada vendette l'ala destra del DC-9 alla Ozark Air Lines per riparare un aereo danneggiato il 20 dicembre 1983, quando il Volo Ozark 650, numero di coda N994Z, entrò in collisione con uno spazzaneve a Sioux Falls, South Dakota, uccidendo l'operatore dello spazzaneve e separando l'ala destra dall'aereo.
Air Canada ha utilizzato il volo numero 797 fino al 2022, anche se negli ultimi anni ha operato tra l'Aeroporto Internazionale di Toronto Pearson e l'Aeroporto Internazionale di Los Angeles.
L'NTSB (National Transport Safety Board) dopo l'incidente emise molte raccomandazioni per la FAA (Federal Aviation Administration), tra cui:
- Raccomandazione di sicurezza A-83-70, che ha richiesto alla FAA di accelerare i tempi per installare i rilevatori di fumo nei bagni
- Raccomandazione di sicurezza A-83-71, che ha richiesto alla FAA di installare estintori automatici vicino ai contenitori dei rifiuti
- La raccomandazione che tutti i velivoli americani rivedessero le procedure di emergenza e la formazione antincendio dell'equipaggio
- La raccomandazione di installare migliorie per la sicurezza antincendio.[4]

## Il volo Air Canada 797 nei media
L'incidente del volo 797 della Air Canada è stato analizzato nell'episodio Incendio a bordo della quarta stagione del documentario Indagini ad alta quota trasmesso dal National Geographic Channel e nell'episodio Fuoco in cielo della prima stagione del documentario SOS: disastri aerei trasmesso da Discovery Channel Italia il 12 novembre 2015.
L'incidente è citato (con qualche imprecisione) nel telefilm "L'assistente di volo" (puntata 5, stagione 1)